# Distrito de Janjgir Champa
Janjgir-Champa (en Hindi: जांजगीर-चाम्पा जिला) es un distrito de la India en el estado de Chhattisgarh. Código ISO: IN.CT.JC.
Comprende una superficie de 3 848 km².
El centro administrativo es la ciudad de Naila Janjgir.

## Demografía
Según censo 2011 contaba con una población total de 1 620 632 habitantes, de los cuales 804 575 eran mujeres y 816 057 varones.